# Florencia Natasha Busquets
Florencia Natasha Busquets (ur. 27 czerwca 1989 roku w Lanús) – argentyńska siatkarka, grająca na pozycji środkowej. Obecnie występuje w drużynie Club Atlético Boca Juniors.

## Sukcesy klubowe
Mistrzostwo Argentyny:
- 2011, 2016
- 2014

Mistrzostwo Peru:
- 2012
- 2013

Mistrzostwo Rumunii:
- 2014

Mistrzostwo Szwajcarii:
- 2017

## Sukcesy reprezentacyjne
Mistrzostwa Ameryki Południowej:
- 2009, 2011, 2013

Puchar Panamerykański:
- 2013, 2015